# Summercase
El Summercase és un festival de música que se celebrava simultàniament a Barcelona i a Madrid, Espanya. La seva primera edició va ser l'any 2006. A Barcelona se celebrà al Parc del Fòrum, Rambla Prim 2-4, i a Madrid s'ubicà a la urbanització Viñas Viejas, a Boadilla del Monte. La darrera edició fou en 2008, i va ser investigat per la participació en el Cas Gürtel.